# Stéphane Porato
Stéphane Porato (ur. 19 września 1973 roku w Colombes) – francuski piłkarz występujący na pozycji bramkarza. Obecnie nie gra w żadnym klubie

## Kariera klubowa
Stéphane Porato zawodową karierę rozpoczynał w 1992 roku w Sportingu Toulon Var. Następnie trafił do AS Monaco, lecz w sezonie 1993/1994 był członkiem kadry drugiego zespołu. Do pierwszej drużyny został włączony na sezon 1994/1995 i rozegrał wówczas cztery mecze w Division 1. Następnie do Monaco kupiony został Fabien Barthez, który wygrał rywalizację o miejsce w wyjściowej jedenastce. W 1997 roku Porato razem z zespołem zdobył mistrzostwo kraju, a w trakcie sezonu 1997/1998 został przesunięty do drużyny rezerw.
Latem francuski bramkarz odszedł do Olympique Marsylia, gdzie zastąpił w pierwszym składzie Niemca Andreasa Köpke. Przez dwa sezony w Marsylii Porato rozegrał 59 ligowych meczów. Latem 2000 roku Fabien Barthez odszedł z Monaco do Manchesteru United, a Porato zdecydował się powrócić do ekipy "Les Rouge et Blanc". W sezonie 2000/2001 brał udział w 25 ligowych pojedynkach, a po zakończeniu rozgrywek do klubu z Księstwa zostali kupieni Flavio Roma oraz Tony Sylva. Miejsce w pierwszym składzie wywalczył sobie Roma, a po sezonie Porato został wypożyczony do US Créteil.
W 2003 roku piłkarz powrócił do Monaco, ale został włączony do kadry drugiego zespołu. W letnim okienku transferowym w 2004 roku Francuz podpisał kontrakt z AC Ajaccio, gdzie przez dwa sezony rozegrał 68 meczów. W 2006 roku Porato został graczem Deportivo Alavés Vitoria, gdzie miał zastąpić Franco Costanzo, który przeniósł się do FC Basel. Rozegrał 31 spotkań w Segunda División, a jego zmiennik Roberto Bonano wystąpił w 7 meczach. W 2007 roku Porato przeszedł do Xerez CD i w sezonie 2007/2008 był podstawowym bramkarzem swojego klubu. W kolejnych rozgrywkach zanotował tylko 1 występ pod koniec sezonu i w lipcu rozwiązał swój kontrakt z Xerez stając się tym samym wolnym zawodnikiem.

## Kariera reprezentacyjna
W reprezentacji Francji Porato zadebiutował 13 listopada 1999 roku w wygranym 3:0 towarzyskim meczu przeciwko Chorwacji, kiedy to trenerem "Trójkolorowych" był Roger Lemerre. Jak się później okazało było to jedyne spotkanie jakie Porato rozegrał w drużynie narodowej, bowiem w tym okresie miejsce w kadrze mieli zapewnione Fabien Barthez, Bernard Lama oraz Ulrich Ramé.